# Cremastocheilus variolosus
Cremastocheilus variolosus är en skalbaggsart som beskrevs av Kirby 1826. Cremastocheilus variolosus ingår i släktet Cremastocheilus och familjen Cetoniidae. Inga underarter finns listade i Catalogue of Life.